# 山下航生
山下 航生（やました こうせい）は、日本のソングライター、編曲家、ギタリスト、キーボーディスト。静岡県出身。

## 経歴
2005年にdoubleeleven名義で同人音楽を始める。
2007年にASa Projectの『めいくるッ! 〜Welcome to Happy Maid Life!!〜』で商業デビュー。
2008年に声優の春河あかりとdoubleeleven undercurrent（ダブルイレブン　アンダーカレント）を立ち上げる。deuc（デューク）と略され、「君との距離」というコンセプトの元、主に同人音楽の分野で楽曲を発表している。
2009年にdeucのスピンアウト企画としてdoubleeleven UpperCut（ダブルイレブン　アッパーカット）を立ち上げる。softhouse-sealの低価格ゲームの主題歌としてきわどい歌詞の電波ソングを毎月リリースしている。略称は同じくdeUC（デューク）であるが、UCの部分は大文字にしなければならない。
コミックマーケットや同人音楽即売会M3にも出展し、ライブ活動も精力的に行っている。
過去にはdoubleeleven名義で同人CDをリリースしていたが、詳細は不明。
即売会で過去の楽曲やボツ曲などを集めたdead stocksをこれまでに4枚リリースしている。本人が歌っており、deucやdeUCとは作風が全く違う。

## PCゲームへの楽曲提供
- ASa Project"めいくるッ! 〜Welcome to Happy Maid Life!!〜" 全楽曲
- ASa Project"HimeのちHoney" 全楽曲
- ASa Project"アッチむいて恋" 全楽曲
- softhouse-seal GRANDEE"ぜったい遵守☆強制子作り許可証!!" BGM作編曲
- softhouse-seal GRANDEE"ぜったい絶頂☆性器の大発明!! ─処女を狙う学園道具多発エロ─" BGM作編曲
- ASa Project"恋愛0キロメートル" 全楽曲
- ASa Project"ひとつ飛ばし恋愛" 全楽曲

## doubleeleven undercurrentの作品
ほぼ全ての楽曲の作詞・作曲・編曲を手掛けており、曲によってはコーラスやメインボーカルも担当している。
bitter,sweet and bitter
deuc1stCD。M3-2008春でリリース。打ち込みを使ったバンドスタイルのポップスの3曲が収録されている。
1. bitte,sweet and bitter
2. 君の足りない風景
3. What is love??

red rabbit,black cat
deuc2ndCD。COMITIA85でリリース。1stよりもロック、ハウス色の強くなった3曲が収録されている。
1. crimson
2. サイコウノナツ
3. You are the one.

デイリーライフ
deuc3rdCD。M3-2009春でリリース。deuc初のアルバム。ジャケットイラストをネジドングリが担当し、これまでの無機質なジャケットイメージを一新。楽曲もそのイメージに近い、やわらかな曲がそろっている。
1. in the dailylife
2. 春色キャンバス
3. Because I love you, darlin'
4. bitter, sweet and bitter (DLmix)
5. シリウス-after the stage-
6. アタシ、ウサギ
7. L.I.P.
8. You are the one. (DLmix)

LOVE×PRIME
deuc4thCD。M3-2009秋でリリース。愛がテーマ。
1. ミラクル☆（Promotion Radio『deuc radioもどき（仮）』テーマ曲）
2. days
3. 1/100
4. 23時55分-please say YES!!-

deuc remix works Vol.1
deuc5thCD。M3-2010秋でリリース。過去作のリミックス集。
1. crimson -into the deep Remix-
2. Because I love you, darlin -frozen cream-soda Remix-
3. bitter, sweet and bitter -dirty electro Remix-
4. 1/100 -carnival carnival Remix-
5. sirius -the concerto Remix-

one heart
deuc6thCD。M3-2012春でリリース。deucとして初の商業タイアップのついたAlone Angelやtouch the Phantomを収録。恋愛偏差値では春河あかりが初作詞に挑戦している。片想いがテーマ。
1. one heart
2. touch the Phantom（PCゲーム『冬馬小次郎の探偵FILE 〜オペラ座の怪人殺人事件〜』主題歌）
3. 恋愛偏差値（Promotion Web Radio『deuc radioもどき（仮）』オープニングテーマ）
4. Sunday lunch
5. Alone Angel -one heart mix-（PCゲーム『制服天使』主題歌）

DEUCHOLIC -deuc side-
deucとdeUCの2枚組ベストアルバム。M3-2013春でリリース。
1. bitter,sweet and bitter
2. You are the one.
3. Because I love you, darlin'
4. シリウス-after the stage-
5. L.I.P.
6. ミラクル☆
7. 23時55分-please say YES!!-
8. crimson -into the deep Remix-
9. touch the Phantom
10. Sunday lunch
11. forbidden fruits（PCゲーム『冬馬小次郎の探偵FILE 〜聖黒樺学園殺人事件〜』主題歌）

CD未収録曲
- 光芒-Ray of light-（PCゲーム『閉ざされた淫欲の学園』主題歌）
- utopia（PCゲーム『エルフと淫辱の森』主題歌）

## doubleeleven UpperCutの作品
ほぼ全ての作詞・作曲・編曲を担当。いわゆる電波ソングではあるが、その曲調は王道的な電波ソングだけでなく、ロック風であったり、エレクトロ調、サンバ調だったりと幅広い。18禁PCゲームの主題歌タイアップのためか、歌詞が下ネタになっていることが多く、人を選ぶ。
Do you like Upper Cut??
deUC1stCD。M3-2010春リリース。楽曲タイトルが全てLove ○○ 〜愛の△△〜という形式で統一されているため、Loveシリーズと呼ばれる。全曲softhouse-sealの主題歌タイアップがついており、王道的な電波曲がそろっている。このCDに収録されているLove Survivalの間奏では山下が軍曹としてフルメタル・ジャケット風のコールアンドレスポンスを披露しており、これがファンから軍曹と呼ばれる由来となった。
1. Love Climax 〜愛の応用研究〜（PCゲーム『正しい子作りを知らぬ未来人の輪舞（ロンド）』主題歌）
2. Love Festival 〜愛の校内放送〜（PCゲーム『ようこそ♪セールア学園中出しフェスティバル』主題歌）
3. Love Wars 〜愛の宣戦布告〜（PCゲーム『姉孕プリンセス』主題歌）
4. Love Survival 〜愛の軍事演習〜（PCゲーム『中出し鬼-無人島で犯しあい-』主題歌）
5. Love Infinity 〜愛の育児生活〜（PCゲーム『ママは女子校生』主題歌）
6. Love Messenger 〜愛の時空移動〜（PCゲーム『大乱交!!ザーメンシスターズ-まわりまわって輪されて-』主題歌）

Do you like Upper Cut??2!!
deUC2ndCD。2010年の冬コミでリリース。前作のLoveシリーズに代わり、楽曲タイトル全てに色が入っている色シリーズ。1stと同じく全曲softhouse-sealの主題歌タイアップがついているが、楽曲のバラエティは強くなっている。Dawn to Azureでは春河あかりとツインボーカルを披露している。
1. White Purity 〜純白純真恋模様〜（PCゲーム『大好きなご主人様にHなご奉仕しちゃうメイド喫茶の淫らな雇われメイド達』主題歌）
2. Virgin Scarlet 〜真紅の恋愛魔術師〜（PCゲーム『あの娘の処女は俺のもの-錬金術であの娘の子宮に精液注入♪-』主題歌）
3. Dawn to Azure 〜決戦の夜明け、群青の空〜（PCゲーム『おっぱい戦争-巨乳VS貧乳-』主題歌）
4. shoot the bullet, silver bullet 〜裏切りの鈍色銃弾〜（PCゲーム『中出しスパイの挿入捜査-子宮の平和は俺が守る！-』主題歌）
5. Yellow Sensation 〜秋深し 黄色く染まる 修学旅行生（トラベラー）〜（PCゲーム『孕ませ修学旅行〜そうだ、子作りに行こう〜』主題歌）
6. Ring My Golden Bell 〜聖夜に響け 黄金の鐘の音〜（PCゲーム『孕まサンタの中出しメリークリスマス!!』主題歌）

NUMBERS!!-Do you like Upper Cut??3!!-
deUC3rdCD。2011年の夏コミでリリース。楽曲タイトル全てに数字の入った数字シリーズだが、softhouse-seal GRANDEEの挿入歌・ED曲となったlove me, Mr.Insertとboys,be "stand up"!!には数字が入っていない。これまで同様全曲softhouse-sealの主題歌タイアップがついている。
1. 十戒！ 〜草食系男子、反逆の狼煙〜（PCゲーム『姉と妹をいいなりにする10の戒律〜法も姉妹も犯しつくせ！〜』主題歌）
2. 百・鬼・夜・行 〜道を違えた妖の恋物語〜（PCゲーム『子作り妖怪H変化〜乙女を犯す憑依合体〜』主題歌）
3. ズット一緒ニ 〜病的恋愛中毒症候群〜（PCゲーム『ヤンデレ彼女のHなせまり方』主題歌）
4. セブンス・ヘブン 〜英雄好色冒険譚〜（PCゲーム『変態勇者の中出し英雄記』主題歌）
5. two of us 〜姉さん、それは事件です〜（PCゲーム『お姉ちゃんエロエロ注意報〜愛液の大洪水〜』主題歌）
6. エマージェンシー119 〜突撃！ナースコール☆ラブコール〜（PCゲーム『中出し孕ませ新薬調査』主題歌）
7. love me, Mr.Insert（PCゲーム『ぜったい絶頂☆性器の大発明!! ─処女を狙う学園道具多発エロ─』挿入歌）
8. boys, be "stand up"!!（PCゲーム『ぜったい絶頂☆性器の大発明!! ─処女を狙う学園道具多発エロ─』エンディング曲）

FORCE-Do you like Upper Cut??4!!-
deUC4thCD。2012年10月28日、M3-2012秋でリリース。softhouse-seal GRANDEEの主題歌・ED曲となった3曲を除き、楽曲タイトルが全て○○！で始まるシリーズ。これまで同様全曲softhouse-sealの主題歌タイアップがついている。
1. 全力!除霊Life 〜ズキッ☆ドキッ☆もしかしてLOVE?!〜（PCゲーム『発情退散！中出しお孕い除霊性活』主題歌）
2. 性春!暴走パラダイス 〜モテたいマイライフ 夢見てGo☆Go!!〜（PCゲーム『学園迷宮エロはぷにんぐ！〜イクぜ！性技のダンジョン攻略〜』主題歌）
3. 告白!セブンワンダーズ 〜胸キュン☆恋の七不思議〜（PCゲーム『世にも気持ちいい学園の快談〜オバケになってあの娘に仕返し！〜』主題歌）
4. 風雲!ゲットバッカーズ 〜明日を取り戻せ！BRAND NEW DAY!!〜（PCゲーム『華麗に悩殺♪くのいちがイク！〜桃色ハレンチ忍法帳〜』主題歌）
5. 密着!誘惑クライシス24時 〜魅惑のAA☆マジ天使〜（PCゲーム『セーエキ！ぶっかけ牧場！〜お汁いっぱい、精霊達をHに飼イク！〜』主題歌）
6. 炸裂!ヨコシマ☆レボリューション 〜着せて脱がせてAddicted to you〜（PCゲーム『脱がして犯して淫力吸しゅ〜！』主題歌）
7. 開放!南国エクスカリバー 〜勇者よ、その剣を握れ〜（PCゲーム『魔物っ娘ふぁんたじ〜』主題歌）
8. Get the Victory!!（PCゲーム『ぜったい猟域☆セックス・ロワイアル!!〜無人島犯し合いバトル〜』エンディング曲）
9. トライアングル☆スクランブル！〜どっちが好き？Big or Small?〜（PCゲーム『ぜったい最胸☆おっぱい戦争!!〜巨乳王国vs貧乳王国〜』主題歌）
（藤原鞠菜 feat. doubleeleven UpperCut名義）
10. ONE NIGHT FIRE（PCゲーム『ぜったい最胸☆おっぱい戦争!!〜巨乳王国vs貧乳王国〜』エンディング曲）

DEUCHOLIC -deUC side-
deucとdeUCの2枚組ベストアルバム。M3-2013春でリリース。
1. Love Climax 〜愛の応用研究〜
2. Love Survival 〜愛の軍事演習〜
3. Dawn to Azure 〜決戦の夜明け、群青の空〜
4. shoot the bullet, silver bullet 〜裏切りの鈍色銃弾〜
5. 十戒! 〜草食系男子、反逆の狼煙〜
6. 百・鬼・夜・行 〜道を違えた妖の恋物語〜
7. boys, be "stand up"!!
8. 性春!暴走パラダイス 〜モテたいマイライフ 夢見てGo☆Go!!〜
9. 密着!誘惑クライシス24時 〜魅惑のAA☆マジ天使〜
10. ONE NIGHT FIRE
11. finale（PCゲーム『ぜったい遵守☆子作り許可証ぱらだいす!!〜嗚呼、素晴らしき孕ま世界〜』エンディング曲）

CONCERTO!! -Do you like Upper Cut?? 5!!-
deUC5thCD。2013年の冬コミでリリース。楽曲タイトル全てに音楽用語の入ったシリーズ。これまで同様全曲softhouse-sealの主題歌タイアップがついている。
1. Overture 〜一歩踏み出せ!Dash&Run〜（PCゲーム『欲情トマランナーズ〜エルメロスは絶頂した〜』主題歌）
2. Magic Augment 〜Grow up for the future〜（PCゲーム『絶頂成長！魔法少女ハルカ』主題歌）
3. Security con moto 〜SeiCoM夏の治安維持キャンペーン〜（PCゲーム『最淫Security SeiCoM』主題歌）
4. Sister Triad 〜がんばれワタシの恋ゴコロ〜（PCゲーム『ヤリまん娘〜俺の妹はビチビチビッチ〜』主題歌）
5. サイミン・フリーケンシー 〜あの娘にバレずにこそっとSo! New!〜（PCゲーム『ドキドキ☆すりーぴ淫Zzzセックス！〜気になるあの娘に中出し膣開発♪〜』主題歌）
6. 夜桜神楽忍唄 〜ニホンノミナサンコンニチハ〜（PCゲーム『くノ一淫法で極楽昇天♪〜解き放たれたエロエロ忍術!?〜』主題歌）
7. Allegro!! Non-Limit!! 〜オトウト激LOVE MAX％〜（PCゲーム『あね☆しょた！〜キミの精子。カッピカピになるまで吸い続けてあげる♪〜』主題歌）
8. S×Mかぷりちお！ 〜ヤバすぎ世界 SpecialなHigh〜（PCゲーム『サドぐるみの町〜タダでJKに生ハメ出来ると思ったら射精しすぎて昏睡状態になった〜』主題歌）
（民安ともえ feat. doubleeleven UpperCut名義）
9. finale -CONCERTO!! mix-

## 楽曲提供
- ふぁーすとらぶ☆ですてぃにー（池田奨+愛原圭織"ちょこみんと"(M-3) 作編曲）
- sis×con（ちぃむdmp（桃箱&愛原圭織）"電波っぽいのっ!"（M-1）作詞・作編曲）
- August fly（民安★ROCK（民安ともえ）"Rocks Juice"収録（M-6））
- HimeのちHoney（真優"キラキラドロップス"収録（M-1））
- ランサー（民安★ROCK"Rocks juice"収録（M-2））
- RAINBOW RACE（民安★ROCKバージョン）（民安★ROCK"Power Halation"収録（M-12））
- いっしょにあそぼう（d@isytune 1stCD 全作詞・作曲・編曲・マスタリング 担当）
- 恋愛0キロメートル（榊原ゆい"Fractal"収録（M-3））